# شنژوخزنده‌ها
شنژوخزنده‌ها (به لاتین: Shenzhousaurus) (به معنی مارمولک Shenzhou) یک سرده از دایناسورهای شترمرغی پایه‌ای از کرتاسه پایین در چین است.

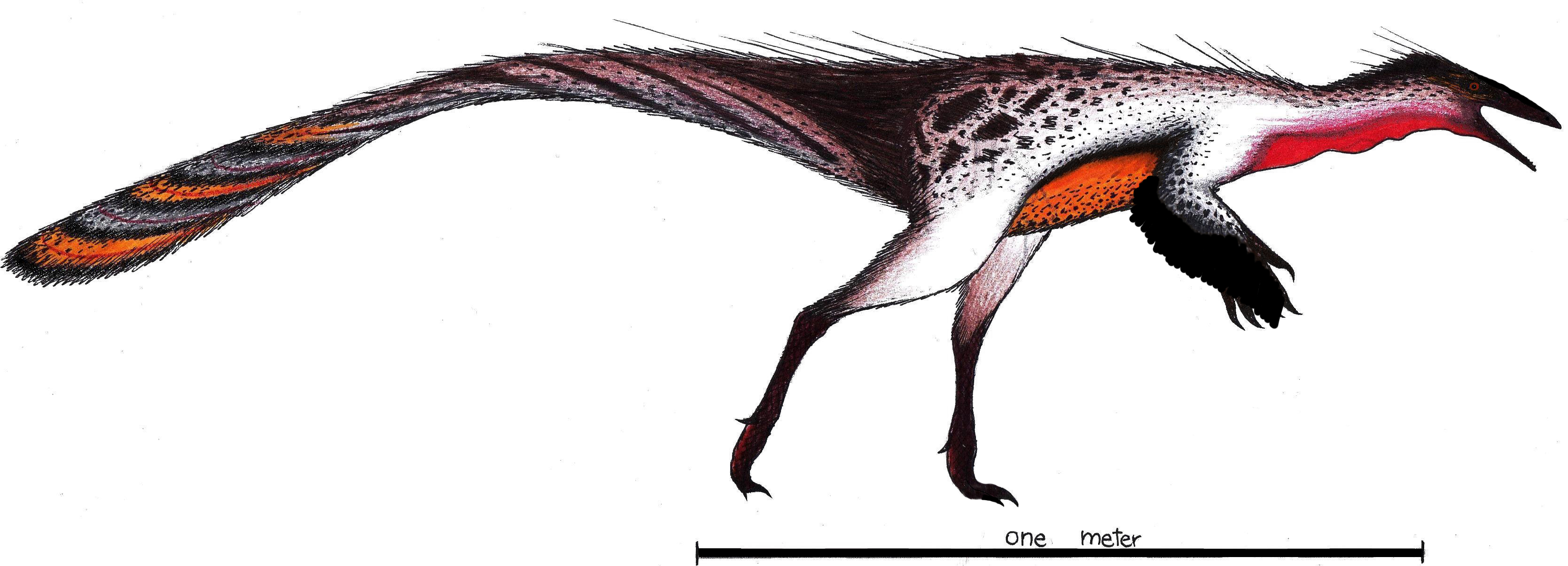
بازسازی